# سارپتا
سارپتا (انگلیسی: Sarepta) شرکت داروسازی آمریکایی است، که در سال ۱۹۸۰ تأسیس شد.